# 山蛸
山蛸（巴賽語：Sansiau；凱達格蘭語：Sansiyao）是巴賽族北投社傳說中的妖怪，喜歡惡作劇。

## 傳說
傳說凱達格蘭族原本住在薩那賽（Sanasai），某日突然出現一個名為山蛸的妖怪。山蛸頭大，身軀小，有八隻長腳，喜歡惡作劇，牠會趁三更半夜時跑到人家家裡，把正在熟睡的人們的被子給掀開，當人從寒冷中驚醒時，便會跑的無影無蹤。族人不堪其擾，於是舉族出海，木筏毫無目標隨風逐波漂流，最後終於發現陸地，他們登陸並創建部落，此地就是北台灣的深澳。

## 調查
伊能嘉矩認為山蛸並非族人原有的詞彙，應是受漢人思想影響，由原本口傳的妖怪所轉變的用語。